# Nitrátion
| Nitrátion |                             |
| Lewis-szerkezet                                                                                                 |                             |
| \| \| \| |                             |
| Szabályos név                                                                                                   | nitrát                      |
| Kémiai azonosítók                                                                                               |                             |
| ChEBI | 51081                       |
| Kémiai és fizikai tulajdonságok                                                                                 |                             |
| Kémiai képlet                                                                                                   | NO−3                        |
| Moláris tömeg                                                                                                   | 62,0049 g mol-1             |
| Ha másként nem jelöljük, az adatok az anyag standardállapotára (100 kPa) és 25 °C-os hőmérsékletre vonatkoznak. |                             |
| A nitrátion kalottamodellje                                                                                     | A nitrátion pálcikamodellje |

A nitrát szervetlen összetett anion, kémiai képlete NO−3, molekulatömege 62,0049 g/mol. Ugyancsak nitrát a neve a szerves vegyületekben található RONO2 funkciós csoportnak. Ezek a nitrát-észterek a robbanóanyagok különleges csoportját képezik.

## Szerkezete

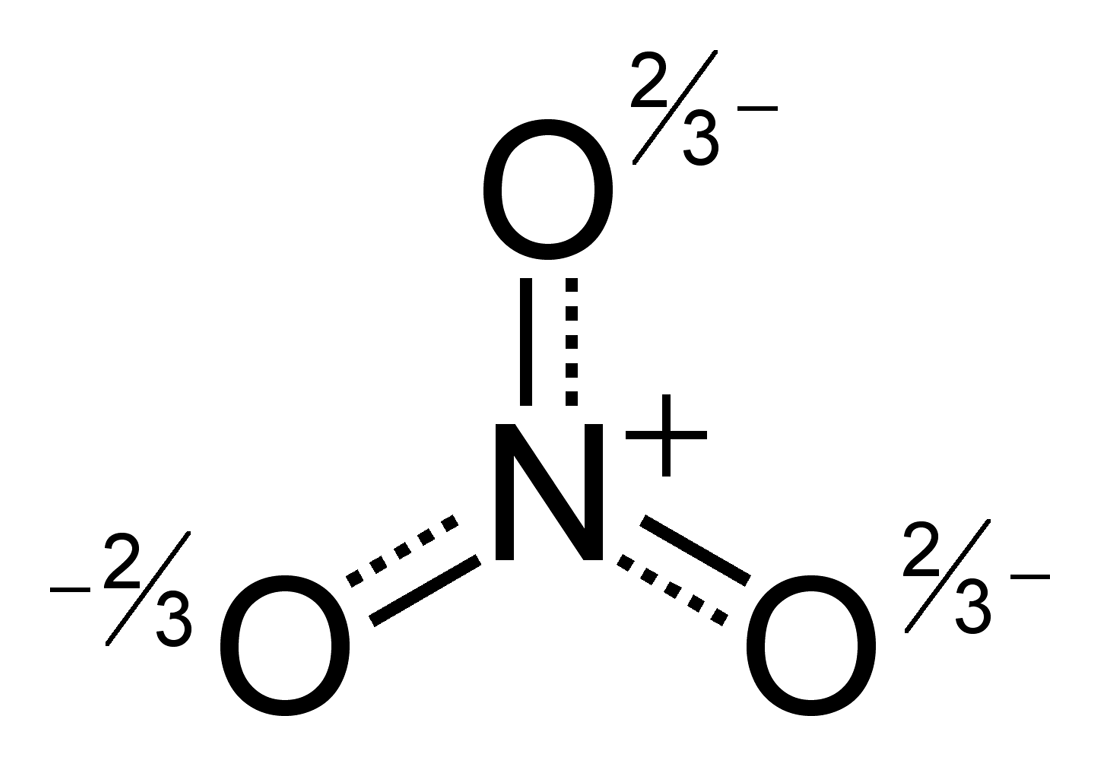
A nitrátion. Az ion töltésszáma −1.

A nitrátion a salétromsav konjugált bázisa, benne a központi nitrogénatomhoz három egyenértékű oxigénatom kapcsolódik síkháromszöges elrendezésben. A nitrátion egyszeres negatív töltésű, ami a központi nitrogénatom +1, és a három oxigénatom egyenként −2⁄3 töltésének eredőjeként adódik. A nitrátion szerkezetét gyakran mutatják be a rezonancia példájaként, az izoelektronos karbonátionhoz hasonlóan az alábbi határszerkezeti képletekkel jellemezhető:

## Tulajdonságai

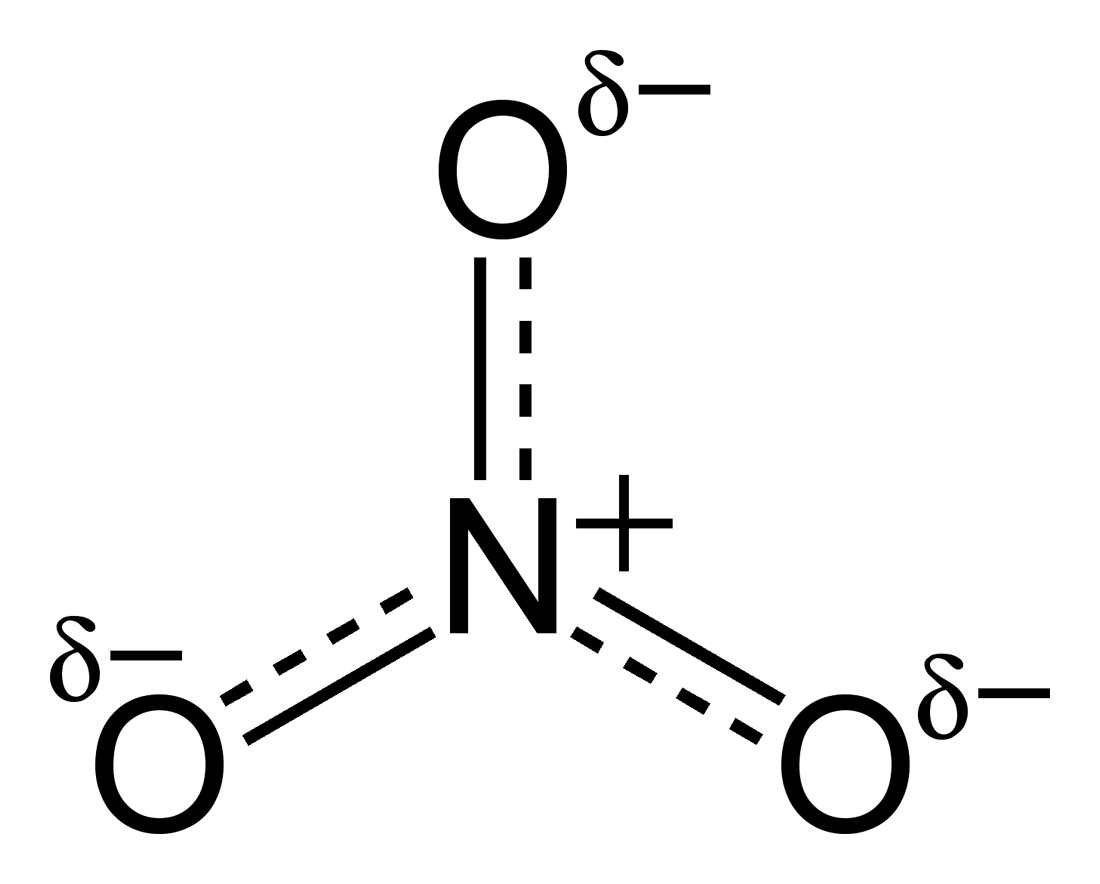
A nitrátion a részleges töltések feltüntetésével

Szinte minden szervetlen nitrát só oldódik vízben normál nyomáson és hőmérsékleten. Tipikus szervetlen nitrát például a kálium-nitrát (salétrom).
A szerves kémiában a nitrátok vagy nitrát-észterek (nem összekeverendők a nitrovegyületekkel vagy a nitritekkel) nem túl gyakori, RONO2 általános képletű vegyületek, ahol R bármilyen szerves oldallánc lehet. A nitrátok salétromsavból és alkoholokból nitroxilálás során keletkező észterek. Ilyen észter például a salétromsav és metanol reakciójában keletkező metil-nitrát, a borkősav nitrátja vagy a nitroglicerin (amely a neve ellenére nem nitrovegyület, hanem szerves nitrát, így helyesebb rá az 1,2,3- trinitroxipropán név).
A szerves nitrovegyületekhez (lásd alább) hasonlóan mind a szerves, mind a szervetlen nitrátok alkalmazhatók hajtóanyagként vagy robbanószerként. Mindezen alkalmazási területek alapja, hogy a hőbomlás során a nitrátokból molekuláris nitrogéngáz (N2) és jelentős mennyiségű kémiai energia szabadul fel, ami a nitrogénmolekulán belüli nagyon erős kötés következménye. Különösen a szervetlen nitrátok esetében a nitrátion oxigénjei általi oxidáció is jelentős energiafelszabadulással járó folyamat.

## Előfordulása
A nitrát sók a természetben nagy üledéktelepek – elsősorban mint chilei salétrom, a nátrium-nitrát fő forrása – formájában lelhetők fel.
Nitrátokat a nitrifikáló baktériumok számos faja állít elő, a puskaporhoz szükséges nitrát vegyületeket pedig – ásványi nitrát források hiányában – különböző, vizeletet és trágyát használó fermentációs folyamatokkal állítottak elő a történelem folyamán.

## Felhasználása
Nitrátokat főként a mezőgazdaság számára gyártanak, ahol jó oldhatóságuk és könnyű biológiai lebonthatóságuk miatt műtrágyaként használják. A legfontosabb nitrátok az ammónium, nátrium, kálium és kalcium sók. Erre a célra évente több millió kilogrammot gyártanak.

### További alkalmazások
A nitrátok második legfontosabb felhasználási területe az oxidálószerként történő alkalmazás, leginkább a robbanószerekben, melyekben a szénvegyületek gyors oxidációja révén nagy térfogatú gáz keletkezik (lásd például puskapor). A nátrium-nitrátot felhasználják a levegőbuborékok olvadt üvegből és egyes kerámiákból történő eltávolítására. A megolvasztott sók keverékét felhasználják egyes fémek keményítésére.

## Kimutatása
A szabad nitrátion oldatokban nitrátion szelektív elektróddal mutatható ki. Ez az elektród a pH-szelektív elektródhoz hasonlóan működik, válaszfüggvénye részben a Nernst-egyenlettel írható le.

## Toxicitás

### Toxikózis
Nitrát toxikózis léphet fel a nitrát enterohepatikus metabolizmusa révén, melynek egyik köztiterméke nitrit. A nitritek a hemoglobinban található vas(II)-iont vas(III)-má oxidálják, mely így oxigénszállításra alkalmatlanná válik. A folyamat miatt általános oxigénhiány léphet fel a szövetekben, és súlyos állapot, methemoglobinémia alakulhat ki. Noha a nitrit ammóniává alakul át, ha több nitrit van, mint amennyi tovább tud alakulni, az állat lassan oxigénhiányos állapotba kerül.

### Hatása az emberre
A nitrát az ember számára mérgező, különösen a csecsemők érzékenyek a methemoglobinémiára, mivel a nitrátot metabolizáló trigliceridek e korban nagyobb koncentrációban fordulnak elő, mint a fejlődés későbbi szakaszaiban. A csecsemők esetén a methemoglobinémiát kék baba tünetként ismerik. Egy időben úgy tartották, hogy az ivóvíz nitráttartalma is járulékos tényező, a tudomány mai állása szerint már kétséges, hogy van-e okozati összefüggés. A kék csecsemő szindrómát manapság több tényező eredményének tartják, ideértve bármit, amely gyomorrontást  okozhat, például hasmenéses fertőzés, fehérje intolerancia, nehézfém toxicitás stb., és melyek közül a nitrát kevéssé játszik szerepet. Ha egy adott esetben fontos tényezőt jelent, a nitrátok leginkább magas nitráttartalmú ivóvíz fogyasztásával kerülnek a csecsemők szervezetébe, de a táplálékkal, például magas nitráttartalmú zöldségek révén is bejuthatnak. A saláta nitráttartalma magasabb lehet, ha a termesztése során kevesebb napfényt vagy molibdént és vasat kap, melyek esszenciális mikrotápanyagok. A nitrogénműtrágyák túlzott használata is hozzájárul a betakarított növények magasabb nitráttartalmához.
A felnőttek egy része másoknál érzékenyebb a nitrátok hatásaira. Bizonyos egyéneknél egy örökölt mutáció révén a citokróm-b5 reduktáz enzim csökkent mennyiségben termelődik vagy hiányzik. Az enzimmel rendelkezőkhöz képest az ő szervezetük nem tudja olyan gyorsan lebontani a methemoglobint, így a véráramban keringő methemoglobin mennyisége náluk magasabb (ennek révén vérük oxigénben kevésbé gazdag). A csökkent gyomorsavtermelésű emberek (ideértve a vegetáriánusok és vegánok egy részét is) veszélyeztetettek lehetnek. Az ilyen étrendet gyakran a nagyobb mennyiségű zöld, leveles zöldségfogyasztás jellemzi, ami nagyobb nitrátbevitellel járhat. Sokféle egészségi probléma, például ételallergia, asztma, hepatitisz és epekő összefüggésbe hozható a csökkent gyomorsavtermeléssel, az ilyen személyek is nagyon érzékenyek lehetnek a nitrát hatásaira.
A methemoglobinémia metilénkékkel kezelhető, mely az érintett vérsejtekben található vas(III)-iont vas(II)-vé redukálja.[forrás?]

### Vízkárosító hatása

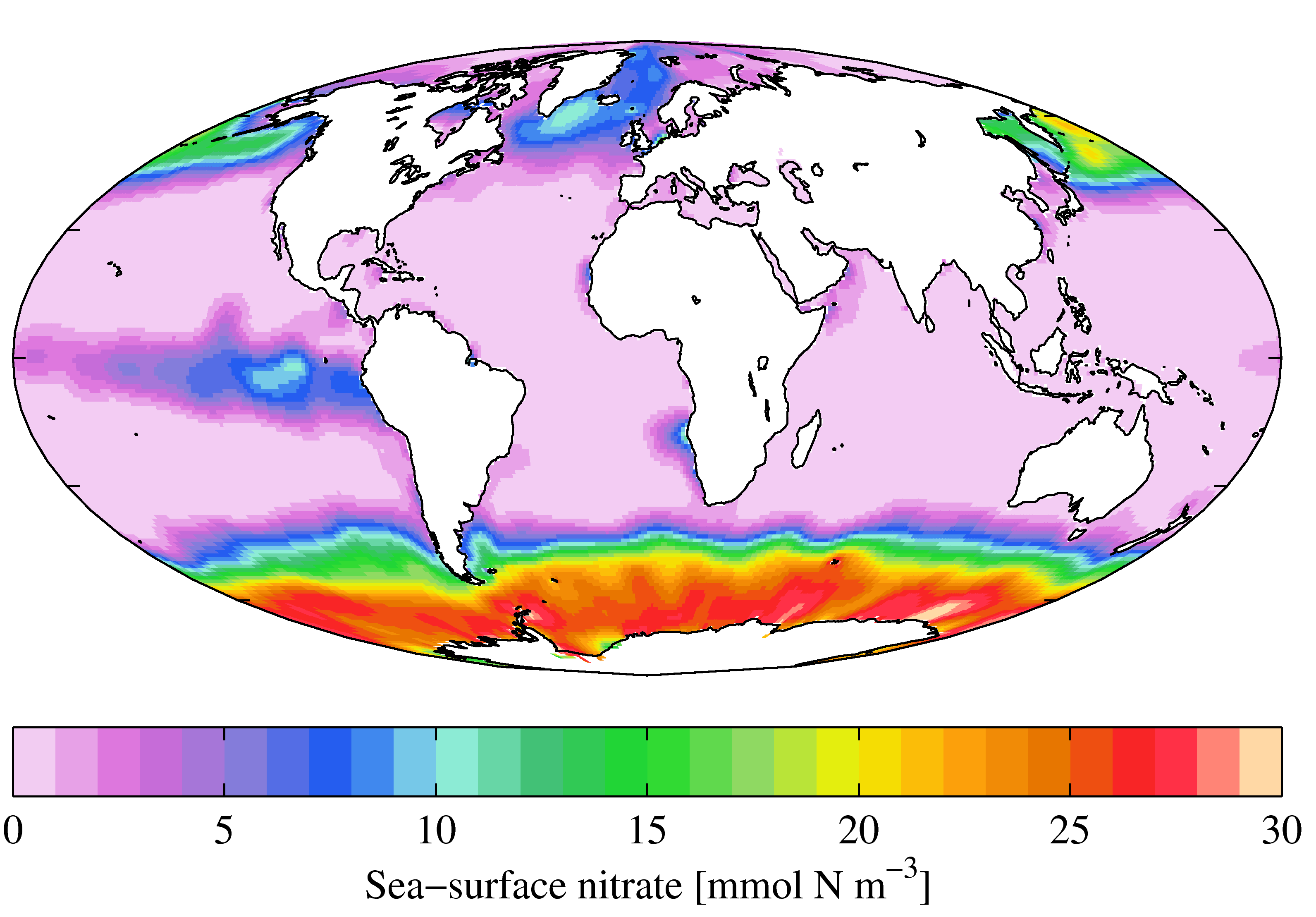
A tengerfelszín nitráttartalma a World Ocean Atlas adatai alapján.

Az édesvizekben vagy a szárazföldhöz közeli torkolati rendszerekben a nitrát nagy mennyiségben fordulhat elő, ami akár halpusztulást is okozhat. Bár a nitrát az ammóniánál jóval kevésbé mérgező, 30 ppm-et meghaladó nitrátkoncentráció gátolhatja a növekedést, károsíthatja az immunrendszert és stresszfaktor lehet egyes vízi élőlények számára. A korábbi akut nitrát mérgezéses kísérleti protokollok elkerülhetetlen problémái miatt a nitrát mérgezés mértéke újabban vita tárgyát képezi.
A vízrendszerek nagy nitráttartalmának elsődleges forrása a legtöbb esetben a mezőgazdaság vagy tájrendezés révén intenzíven műtrágyázott területekről származó talaj felszínén elfolyó vizek. Ez eutrofizációt okozhat, ami az algák túlszaporodásához vezethet. Azon kívül, hogy ez a vízben oxigénhiányt és halott zónákat okoz, az ökoszisztéma egyensúlyát is megbonthatja, ami egyes élőlénycsoportoknak másokkal szemben kedvezőbb feltételeket biztosíthat. Mindezek miatt, mivel a nitrátok megjelennek az összes oldottanyag-tartalomban, kiterjedten használják őket a vízminőség jellemzésére. Számos kutatás foglalkozott azzal, hogyan lehetne a (főleg a mezőgazdaságból származó) nitrát bejutását csökkenteni vagy növényfajokkal (például Panicum virgatum vagy borzhínár – Ceratophyllum demersum) eltávolítani a meglévő mezőgazdasági rendszerek fölös nitráttartalmát.

### A nitrát toxicitása haszonállatokban
A nitrátmérgezés főként a szarvasmarha-tenyésztők számára jelent gondot, de más kérődzők tartását is érinti. A nitrátot a növekedésben lévő növények természetes módon felveszik, azonban ha növekedésük megáll, a gyökerük továbbra is felveszi a nitrátot a talajból, és hacsak nem indul újra a növekedés, a nitrát felhalmozódik a növényben. Így a nitrát felhalmozódását követő betakarítás nagy nitráttartalmú terményt eredményez. A növényekben a nitrát felhalmozódását elősegítő tényező lehet a fagy, jégverés, aszály, forró száraz szél, peszticidek vagy herbicidek károsító hatása és bármilyen környezeti ok, amely leállítja a növekedést.
A nitrátmérgezés tünetei lehetnek a szapora pulzus és légzés, előrehaladottabb esetben a vér és a szövetek kékes vagy barnás színűvé válhatnak. A takarmány nitráttartalma vizsgálható, szükség esetén a meglévő készletet alacsonyabb nitráttartalmú anyaggal kell keverni vagy ilyenre kell kicserélni. A különböző haszonállatok számára még biztonságos nitráttartalom:
| Kategória | %NO3    | %NO3-N    | %KNO3     | Hatása |
| --------- | ------- | --------- | --------- | --- |
| 1         | <0,5    | <0,12     | <0,81     | Általában biztonságos szarvasmarha és juh számára                                                              |
| 2         | 0,5-1,0 | 0,12-0,23 | 0,81-1,63 | Figyelmet igényel - vemhes lovak, juhok és marhák esetén csekély mértékben rendellenes tünetek jelentkezhetnek |
| 3         | 1,0     | 0,23      | 1,63      | Magas nitráttartalom – húsmarhák és juhok esetén elhullás és vetélés történhet                                 |
| 4         | <1,23   | <0,28     | <2,00     | Legmagasabb még biztonságos szint lovak számára. Vemhes kancáknak nem adható magas nitráttartalmú takarmány.   |

A fenti értékek száraz (vízmentes) anyagra vonatkoznak.

## Fordítás
Ez a szócikk részben vagy egészben  a   Nitrate című angol Wikipédia-szócikk ezen változatának fordításán alapul.  Az eredeti cikk szerkesztőit annak laptörténete sorolja fel. Ez a jelzés csupán a megfogalmazás eredetét és a szerzői jogokat jelzi, nem szolgál a cikkben szereplő információk forrásmegjelöléseként.